# دکتر کحال
عفت سیاح سپانلو مشهور به دکتر کحال دختر میرزا محمد حکیم‌باشی همدانی بود. دکتر کحال نزد مسیونرهای آمریکایی که در ایران به امور خیریه می‌پرداختند طبابت آموخت و سپس آن را در مدارس مبلغین مسیحی در تهران تکمیل کرد و به عنوان نخستین چشم‌پزشک زن در ایران از آنان اجازه طبابت گرفت و در خیابان جلیل‌آباد تهران مطب خود را تأسیس کرد. او اولین روزنامه اختصاصی زنان به نام «دانش» را در تهران منتشر کرد. این نشریه در سال ۱۳۲۸ه‍.ق/۱۹۱۰م. انتشار یافت و سی شماره از آن، در مدت نزدیک به یک سال، در اختیار خوانندگان قرار گرفت.

## زندگی
«چیزی که بسیار اهمیت دارد، درخصوص اطفال این است که باید کمال مواظبت را در حفظ دندان‌های آنها بنمایند. گمان نکنید که [با] کرم خوردگی دندان فقط درد دندان عارض آنها می‌شود، بلکه اسباب خرابی مزاج او [نیز] می‌شود. دندان که فاسد شد، سردرد و سقوط اشتها و بی‌خوابی و نداشتن میل به کار و شغل شده و تمام حالات ما فاسد خواهد شد.»

—دکتر کحال در نشریه دانش

«خانم نجیبه محترمه اگر سواد ندارد باید فوراً در پی تحصیل سواد برآید و درس بخواند؛ زیرا زن بی‌سواد صاحب عقل و تمییز نخواهد شد و اگر سواد دارد باید بیشتر اوقات خویش را مصروف روزنامه خواندن نماید. به جهت اینکه کسی که روزنامه می‌خواند همه چیز می‌داند.»

— دکتر کحال در نشریه دانش

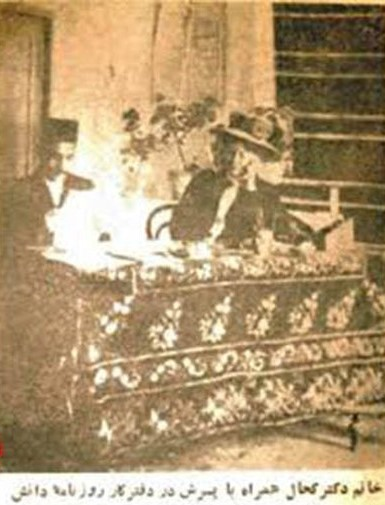
دکتر کحال همراه با فرزندش در دفتر کار روزنامه دانش

دکتر کحال با نام معصومه فرزند میرزا محمد حکیم‌باشی جدیدالاسلام و همسر میرزا حسین‌خان کحال بوده‌است. به روایتی وی همسر یک روحانی معروف زمان خودش بوده و پدرش محمد حکیم‌باشی، از یهودیان ساکن همدان بود و تا قبل از تغییر دین، میرزا یعقوب نام داشت. برخی همسرش را دکتر «حسین کحال زاده» می‌دانند که از مشروطه خواهان بود و مطب چشم پزشکی او ابتدا در خیابان «اکباتان» و بعدها در «جلیل‌آباد» یا «خیام» کنونی قرار داشت.

## نشریه دانش

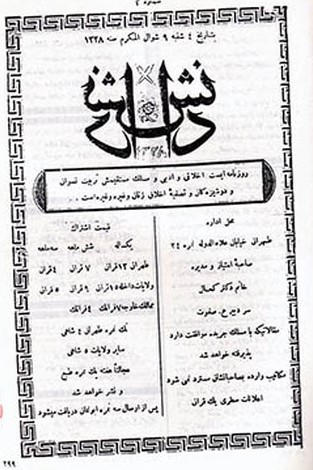
صفحه نخست نشریه دانش

نشریه دانش به صاحب امتیازی و مدیر مسئولی وی در دهم رمضان ۱۳۲۸ چهار سال بعد از مشروطه منتشر شد.
این نخستین نشریهٔ دوره‌ای زنان در تاریخ ایران است. این نشریهٔ هفتگی در سال ۱۲۸۹ توسط انجمنی از زنان و با سردبیری خانم دکتر کحال چاپ می‌شد.
روزنامه به‌عنوان یک ابزار اطلاع‌رسانی، جایگاهی ویژه‌ای در افزایش سطح آگاهی افراد جامعه داشت. با توجه به حضور زنان در عرصه سیاست کشور و نقش آنها در دگرگونی‌های سیاسی، اجتماعی به ویژه از قرارداد رژی تا پیروزی انقلاب مشروطه و رویدادهای پس از آن، سطح آگاهی زنان را با چاپ و انتشار مجله ارتقا بخشند.
این مجله، هفته‌ای یک نوبت در هشت صفحه با قطع رحلی و چاپ سربی منتشر می‌شد. دانش جز در تهران و دیگر شهرهای ایران، در ممالک خارجه نیز منتشر می‌شد و گواه آن سرصفحه مجله است که قیمت اشتراک سالانه در بلاد خارجه را ۷ فرانک اعلام کرده‌است و مضمون آن، اجتماعی، اخلاقی بود. دکتر کحال در پیشگفتار اولین شماره، منظور از چاپ و انتشار مجله را «تحصیل اخلاق حسنه خانم‌های محترمه» بیان می‌کند. البته دانش، خود را «مفید به حال دختران و نسوان» می‌دانست و با توجه به اطلاعات ارزشمند پزشکی که در اختیار خوانندگان ویژه خود قرار می‌داد، آنان را هر چه بیشتر مجذوب می‌نمود.
مواظبت از سلامت نوزاد، فواید نور آفتاب، روش غذا دادن به کودک و درمان بیماری های کودکان و تربیت آن ها حجم زیادی از صفحه های روزنامه دانش را در بر می گرفتند. نکات خانه داری و همسری نیز از بخش های دیگر نشریه دانش بود. او در مورد حقوق و جایگاه اجتماعی زنان نگرشی میانه‌رو داشت. نشریه دانش ۱ سال بیشتر عمر نکرد در شماره ۳۰ نوشت «دکتر کحال به علت گرمی هوا و کم مزاجی به شمیران رفته و نشریه تا دو ماه منتشر نمی‌شود». اما این تعطیلی موقت او دایمی شد و پس از یک سال انتشار متوقف شد.
بر ارباب دانش و بینش مخفی نیست که خالق عقل و دانش و رزاق کل آفرینش تربیت نوع بشر را از پسر و دختر به عهده کفایت و قوه درایت امهات نهاده و این موهبت را به طایفه نسوان داده زیرا تمام موالید از حین تولد تا قرب ده سال کسب اخلاق و تربیت از مادرها می نمایند و تقلید از حالات و اخلاق آن ها می کنند، خاصه بنات که آن ها نیز در آتیه امهات هستند. هر گاه مادر صاحب اخلاق نباشد، ناچار اولاد صاحب اخلاق حسنه نخواهد شد. پس چه باید کرد که مادرها بتوانند از عهده این خدمت به خوبی برآیند؟ باید عالم شوند که فرموده‌اند "طلب العلم، فریضه علی کل مومن و مومنه" یعنی تحصیل علم و دانش بر هر زن و مردی واجب است. تحصیل علم و دانش برای اکابر و اهل بینش اسبابی بهتر از جراید نیست… این جریده موسوم به دانش را علی‌الحساب هفته ای یک نمره تقدیم ارباب ذوق و دانش می سازم.— سرمقاله نخستین مجله زنانه در ایران، خانم دکتر کحال، 